# Orléanisme

Armoiries de la France (1831-1848)

L’orléanisme est un mouvement politique français apparu au XIXe siècle et qui se décline sous deux formes, en deux périodes distinctes :
- l'orléanisme pur ou primitif (1830-1883), qui désignait les partisans de la maison d'Orléans et du régime de la monarchie de Juillet et qui s’est parfois appliqué aux courants politiques de la droite modérée ;
- l'orléanisme-fusionniste (depuis 1883), qui désigne les partisans de la maison d'Orléans qui la considèrent comme héritière des rois de France, à la suite du décès du comte de Chambord, dernier représentant de la branche aînée des Bourbons, et des renonciations supposément faites par le duc d'Anjou lors des traités d'Utrecht de 1713, auteur de la deuxième branche des Bourbons toujours subsistante.

Il s'oppose au mouvement légitimiste, partisan des Bourbons, et au bonapartisme, partisan de la maison Bonaparte.

## «Orléanisme» sous l'Ancien Régime
Parler d'orléanisme sous l'Ancien Régime est anachronique au sens où la notion n'apparaît qu'en 1830. Cependant, pour certains historiens, l'orléanisme puise ses fondements dans les rapports qu'ont entretenus les ducs d'Orléans, premiers princes du sang, et la haute noblesse confrontée aux affaires du royaume depuis la Régence. Depuis la mort de Louis XIV en 1715, suivie de la Régence confiée à Philippe, duc d’Orléans, une coterie s’était organisée autour de la branche d’Orléans ; une opposition à l’absolutisme qui réunit alors de grands aristocrates. Le courant « orléaniste » se développa face à la royauté, puis s'estompa.
Durant la Révolution de 1789, le duc d’Orléans, Philippe Égalité, fut même pressenti par certains (Mirabeau, Sieyès, Choderlos de Laclos) pour prendre le pouvoir, dans la mesure où il paraissait constituer un compromis entre l’Ancien Régime et les idées de la Révolution.

## Orléanisme sous lamonarchie de Juillet
L'orléanisme est surtout le nom donné au mouvement d'adhésion à Louis-Philippe et à la branche d'Orléans en général. L'idéologie orléaniste est en grande partie théorisée par François Guizot, homme d’État le plus pérenne du régime. Elle correspond à une vision politique intégrant les acquis révolutionnaires de 1789, mais souhaitant l'exercice des libertés et la canalisation réaliste des poussées sociales intempestives dans le cadre d'une monarchie constitutionnelle. L'orléanisme fut d'abord un courant touchant au libéralisme conservateur. Après 1830, les orléanistes s'opposent donc aux légitimistes, pour lesquels la Révolution a brisé l'ordre monarchique multiséculaire ; c'est l'origine du destin parallèle de deux des droites — la troisième étant la droite bonapartiste — selon René Rémond.
En 1830, le fils de Philippe Égalité, Louis-Philippe, fait figure de dernier recours après le renversement de la branche aînée des Bourbon et fonde la monarchie de Juillet, régime modéré qui permet à la grande bourgeoisie d’accéder enfin au pouvoir.
Le courant politique de l’orléanisme ne saurait se résumer à une sorte de dynastie. L’orléanisme est d’abord une conception assez moderne et laïcisée de la monarchie qui n’est plus de droit divin et qui, ce qui est le plus fondamental, trouve son origine dans la volonté populaire. Le serment prêté à la Charte remplace le sacre. C’est un véritable régime constitutionnel inspiré du modèle anglais (qui a conservé le sacre) et qui remplace un régime dominé par l’autorité du Roi en monarque absolu. L’orléanisme s’appuie dès lors sur le Parlement avec une formation en système bicaméral. Avec les répressions des insurrections ouvrières, comme celle des canuts de Lyon en 1831, et en assurant les intérêts de la bourgeoisie d’affaires, l’orléanisme, alors considéré comme « modéré », glisse vers le conservatisme.

## «Orléanisme fusionniste»
Au début de la IIIe République, le duc de Broglie, royaliste orléaniste fusionniste, considérait que « le trône restait vacant » et que le président Mac Mahon était une sorte de « lieutenant-général du royaume », « prêt à céder la place » au comte de Chambord, le prétendant légitimiste (sans enfants et dont le plus proche cousin était le comte de Montizón, un Bourbon-Anjou), accepté par les orléanistes fusionnistes qui espéraient que son héritage politique serait recueilli par le comte de Paris — petit-fils de Louis-Philippe Ier, le roi de la monarchie de Juillet —, un cousin d'une branche cadette éloignée, les Orléans.
Durant les premières années de la IIIe République, les orléanistes jouent un rôle politique important. Ils soutiennent Adolphe Thiers puis le maréchal de Mac-Mahon, comme chef de l'État. Face aux légitimistes, qui soutiennent le comte de Chambord et qui prônaient un retour à l’Ancien Régime, les orléanistes soutenaient le comte de Paris, comme successeur au trône de France.
Le ralliement, en 1883, de la majeure partie des royalistes français au comte de Paris, fit s'estomper la notion primitive d'orléanisme qui continua cependant à désigner, au sein du royalisme français, les partisans de la maison d'Orléans (descendant du deuxième fils de Louis XIII), à côté des légitimistes, partisans de la nouvelle branche aînée des Bourbons, les Bourbon-Anjou (ou Bourbons « d'Espagne », descendant du deuxième petit-fils de Louis XIV). Après 1883, la doctrine orléaniste évolue vers le nationalisme intégral de Maurras, à la fois résultante et moteur de la quête orléaniste d'une dynastie qui soit toujours restée française et n'ait jamais régné à l'étranger. Toutefois, le positionnement très marqué à droite de l'Action française amènera une partie des orléanistes à se détourner de ce mouvement, pour fonder en 1971 la Nouvelle Action française (devenue en 1978 la Nouvelle Action royaliste) dont le chef de file, Bertrand Renouvin, sera candidat à l'élection présidentielle de 1974, où il n'obtiendra que 0,17 % des suffrages exprimés.

## «Orléanisme» et droite libérale
Sous la Ve République, l’historien René Rémond plaça le président Valéry Giscard d'Estaing dans la tradition orléaniste, au premier sens du terme (le bonapartisme et le légitimisme étant les deux autres traditions).
Plus généralement, dans son ouvrage Les Droites en France, René Rémond a considéré que la droite libérale était une héritière idéologique de l'orléanisme.
Le parlementarisme orléaniste est également un terme employé par le constitutionnaliste Maurice Duverger pour qualifier le régime politique de la Ve République. Il se réfère ainsi à un régime qui, bien que parlementaire, offre un « grand pouvoir réel » au chef de l’État.
En 1971 est fondée la Nouvelle Action française, devenue la Nouvelle Action royaliste en 1976. Elle défend la monarchie constitutionnelle.

## Succession orléaniste depuis l'abdication deLouis-PhilippeIer
- Louis XIII
  -  Louis XIV
    - Louis de France
      - Louis de France
        -  Louis XV
          - Louis de France
            -  Louis XVI
              -  Louis XVII

            -  Louis XVIII
            -  Charles X
              -  Louis XIX
              - Charles-Ferdinand d'Artois
                -  Henri V

  - Philippe Ier d'Orléans
    - Philippe II d'Orléans
      - Louis d'Orléans
        - Louis-Philippe d'Orléans
          - Louis-Philippe Joseph d'Orléans
            -  Louis-Philippe Ier
              -  Ferdinand-Philippe d'Orléans
                -  Louis-Philippe II puis Philippe VII
                  -  Philippe VIII

                - Robert d'Orléans
                  -  Jean III
                    -  Henri VI
                      -  Henri VII
                        -  Jean IV

### «Orléanistes purs»
- 1848-1873 : « Louis-Philippe II » petit-fils de Louis-Philippe Ier

### «Orléanistes-fusionnistes»
- 1883-1894 : « Philippe VII » précédent
- 1894-1926 : « Philippe VIII » fils aîné du précédent
- 1926-1940 : « Jean III » cousin germain et beau-frère du précédent
- 1940-1999 : « Henri VI » fils du précédent
- 1999-2019 : « Henri VII » fils aîné du précédent
- depuis 2019 : « Jean IV », fils du précédent